# Yuanshi
För andra betydelser, se Yuanshi (olika betydelser).
Yuanshi (kinesiska: 元史, pinyin: Yuán Shǐ) är ett av de så kallade 24 historieverken. Det är en officiell historiekrönika över Yuandynastin mellan 1271 och 1368, från Khubilai khan till Mingdynastins start.
Verket färdigställdes år 1370 under ledning av den politiske rådgivaren Song Lian och poeten Gao Qi på den nya Mingdynastins uppdrag. Det består av 210 bokrullar.
I Yuanshi beskrivs några av de främmande länder Kina hade kontakt med under Yuandynastins mongolstyre, bland annat Koryo och Tamna (i nuvarande Korea), Burma, kungariket Champa och Java. Dessa samlas, tillsammans med fler beskrivningar av omvärlden så långt bort som till Europa och Östafrika, i Mingshi.